# Muckum
Muckum ist ein Stadtteil im Nordwesten der ostwestfälischen Stadt Bünde.  Muckum grenzt im Uhrzeigersinn an die Bünder Stadtteile Dünne, Ennigloh und Holsen und den Rödinghauser Ortsteil Bieren. Muckum hat 716 Einwohner (Stand: 31. März 2022) und ist damit der bevölkerungsärmste Stadtteil Bündes. Einzige Kirche in Muckum ist die zur Evangelisch-lutherischen Plilippus-Kirchengemeinde Bünde gehörende Adventskapelle. Die Kapelle wird seit 2009 vom Förderverein Adventskapelle Muckum e. V. getragen. Der größte Sportverein des Ortes ist der FC Muckum.

## Geschichte
Muckum war bis zur Franzosenzeit eine Bauerschaft in der Vogtei Bünde im Amt Limberg der Grafschaft Ravensberg. Von 1807 bis 1813 gehörte der Ort zum Kanton Bünde, der von 1807 bis 1810 zum Königreich Westphalen und von 1811 bis 1813 zum Kaiserreich Frankreich gehörte. 1815 kam Muckum zur preußischen Provinz Westfalen und darin 1816 zum Kreis Bünde, der 1832 im Kreis Herford aufging. Im Kreis Herford gehörte die Gemeinde Muckum zunächst zum Amt Bünde und seit 1902 zum Amt Ennigloh.
Muckum wurde am 1. Juli 1969 durch das Herford-Gesetz in die Stadt Bünde eingegliedert.
In Muckum ist Tönnies Wellensiek geboren.